# 글리비체
글리비체(폴란드어: Gliwice, 독일어: Gleiwitz 글라이비츠[*])는 폴란드 남부 실롱스크주에 위치한 도시로, 면적은 134.2km2, 인구는 200,361명(2004년 기준, 광역 도시권 인구는 371,000명), 인구 밀도는 2,000명/km2이다. 1999년 행정 구역 개편 이전까지는 카토비체주에 속했다.

## 역사
1276년 문헌에 처음 등장했으며 피아스트 왕조 대공의 지배를 받았다. 1335년 보헤미아령이 되었다가, 1526년 합스부르크 왕가의 지배를 받게 된다. 이후 1763년부터는 프로이센 왕국, 독일 제국의 영토가 되었다.
제1차 세계대전 이후 독일에 잔류하였고, 힌덴부르크 O.S.(Hindenburg O.S.), 보이텐(Beuthen)과 함께 폴란드 제2공화국과의 국경도시가 되었다. 1939년 8월 31일 글라이비츠 방송국 공격 사건이 터졌고, 이튿날 나치 독일이 이 사건을 빌미로 폴란드를 침공하면서 제2차 세계 대전이 발발하게 된다. 1945년 폴란드 인민 공화국의 영토가 되어 오늘에 이른다.

## 출신 인물
- 루카스 포돌스키
- 로타어 볼츠

## 자매 도시
- 독일 보트로프
- 독일 데사우
- 영국 동커스터
- 루마니아 러더우치
- 스웨덴 나카
- 슬로바키아 케주마로크
- 헝가리 셜고터랸
- 프랑스 발랑시엔

## 같이 보기
- 글리비체군